# Ray Moore (présentateur)
Pour les articles homonymes, voir Ray Moore.
Raymond (Ray) Moore (2 janvier 1942 à Liverpool, mort le 11 janvier 1989) est un animateur radio britannique.

## Biographie
Raymond Moore veut adolescent intégrer la BBC. Après avoir quitté l'école, il travaille d'abord dans les docks puis est ensuite technicien et acteur dans des compagnies d'Oldham, Sidmouth et Swansea.
Il commence à animer au cours des années 1960 comme speaker à ITV Granada puis à ATV à Birmingham et parfois la BBC à Manchester et à Londres. À la BBC, il travaille à la radio et à la télévision en tant que voix off d'émissions populaires comme Come Dancing ou Miss Monde. Il commente le Concours Eurovision de la chanson en 1975, 1976 et 1980.
De 1980 à 1988, il anime l'émission matinale de BBC Radio 2, développant un style idiosyncrasique reposant sur un esprit et une répartie très particuliers et sophistiqués. L'échange de plaisanteries entre Moore et Terry Wogan est très apprécié des auditeurs.
Pour BBC Children in Need, il réunit quelques milliers pratiquants du jogging en 1986 et 1987. En association avec ces événements, il sort deux singles O' My Father Had A Rabbit et Bog Eyed Jog qui font partie des cents meilleures ventes au Royaume-Uni.
Gros fumeur, il meurt d'un cancer des voies aérodigestives supérieures découvert en 1987.

## Source de la traduction
- (en) Cet article est partiellement ou en totalité issu de l’article de Wikipédia en anglais intitulé « Ray Moore (broadcaster) » (voir la liste des auteurs).